# Ribeirão da Paz
Ribeirão da Paz är ett vattendrag i Brasilien.   Det ligger i delstaten Pará, i den centrala delen av landet, 900 km nordväst om huvudstaden Brasília.
I omgivningarna runt Ribeirão da Paz växer i huvudsak städsegrön lövskog. Trakten runt Ribeirão da Paz är nära nog obefolkad, med mindre än två invånare per kvadratkilometer.